# Cryptopygus triglenus
Cryptopygus triglenus är en urinsektsart som beskrevs av Ellis 1976. Cryptopygus triglenus ingår i släktet Cryptopygus och familjen Isotomidae. Inga underarter finns listade i Catalogue of Life.